# Boinville-en-Woëvre
Boinville-en-Woëvre település Franciaországban, Meuse megyében. Lakosainak száma 77 fő (2022. január 1.). Boinville-en-Woëvre Warcq, Buzy-Darmont, Gussainville, Lanhères és Rouvres-en-Woëvre községekkel határos.

## Népesség
A település népességének változása:
| Lakosok száma | 113  | 87   | 68   | 70   | 67   | 66   | 73   | 78   | 77   | 77   |
|               | 1968 | 1982 | 1990 | 2006 | 2013 | 2015 | 2017 | 2019 | 2020 | 2022 |